# Geografie Indie

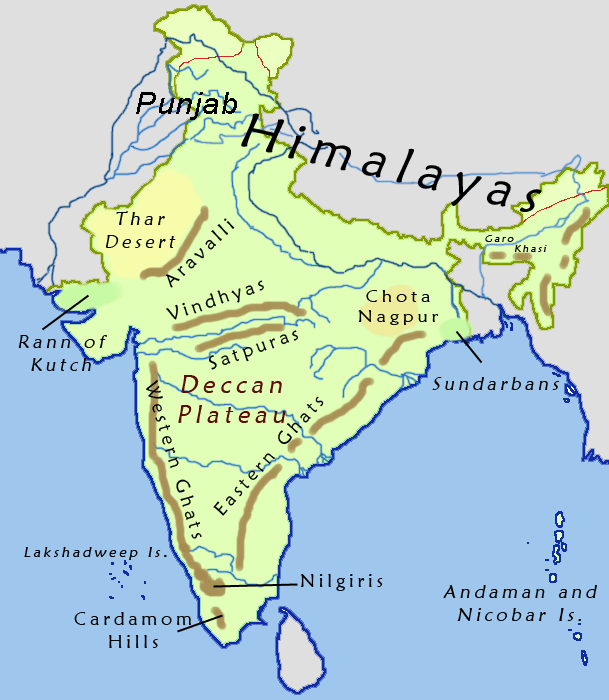
Mapa hornatých částí Indie

Indie leží v Jižní Asii, z velké části na indické desce – severní části indoaustralské desky, jejíž kontinentální kůra tvoří indický subkontinent.
Himálaj, tvořící severní hranici Indie, je nejvyšším pohořím na světě. Nejvyšším vrcholem Indie je Kančendženga, ležící na hranici indického státu Sikkim a Nepálu. Dosahuje nadmořské výšky 8586 m. Nejvyšší vrch ležící pouze na území Indie je Nandá Déví, vysoký 7816 m n. m. Indie hraničí na východě s Bangladéšem a Barmou. Za severní hranicí leží Čína, Bhútán a Nepál. Na severozápadě, kde leží thárská poušť probíhá hranice s Pákistánem. Zbytek severní, střední a východní Indie se skládá z úrodné Indoganžské nížiny, která se nachází v povodí řek Indus, Ganga a Brahmaputra.
Jižní indický poloostrov se skoro celý rozkládá na dékanské plošině, která je z jihozápadu, jihu a jihovýchodu omývaná Indickým oceánem. Pobřeží je dlouhé okolo 6 tisíc kilometrů a je poměrně málo členité. Jen na západě jsou dva větší poloostrovy Kačchský a poloostrov Káthijávar. Část západního pobřeží od Khambhátského zálivu po Panadží, se nazývá Konkán. Dále na jih pokračuje jako lagunové Malabárské pobřeží. Nejjižnějším bodem pevninské části Indie a poloostrova Přední Indie je mys Comorin. Ostrov Srí Lanka odděluje od Indie Mannárský záliv a Palkův průliv. Jižní část východního pobřeží Indie, mezi ústím Kávérí a Krišny, se nazývá Koromandelské pobřeží. Stejně jako další část východního pobřeží je nízké, lagunové a méně vhodné k budování přístavů. Součástí Indie jsou i souostroví Andamany a Nikobary v Bengálském zálivu a Lakadivy a ostrov Mimikoj v Arabském moři.
Podnebí Indie se liší, od tropického na jihu až po mírné na severu země. Části Indie, které leží v Himálaji mají podnebí tundry. Většina dešťů je způsobena monzuny.